# Administrador de red

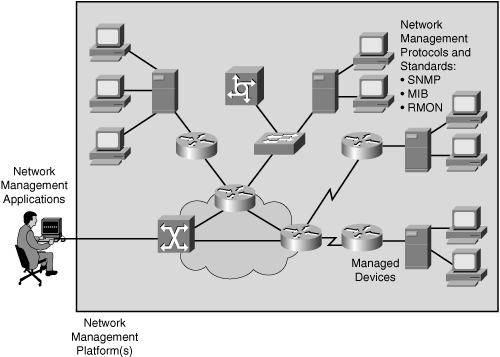
Administración de una red

Un administrador de red es la persona designada en una organización cuya responsabilidad incluye el mantenimiento de las infraestructuras informáticas con énfasis en las redes. Las responsabilidades pueden variar entre las organizaciones, pero los servidores en el sitio, las interacciones entre el software y la red, así como la integridad / resistencia de la red son las áreas clave de enfoque.
Esto incluye el despliegue, mantenimiento y monitoreo del engranaje de la red: switches, routers, cortafuegos, etc. Las actividades de administración de una red por lo general incluyen la asignación de direcciones, asignación de protocolos de ruteo y configuración de tablas de ruteo así como, configuración de autenticación y autorización de los servicios.
Frecuentemente se incluyen algunas otras actividades como el mantenimiento de las instalaciones de red tales como los controladores y ajustes de las computadoras e impresoras. A veces también se incluye el mantenimiento de algunos tipos de servidores como VPN, sistemas detectores de intrusos, etc.
Los analistas y especialistas de red se concentran en el diseño y seguridad de la red, particularmente en la resolución de problemas o depuración de problemas relacionados con la red. Su trabajo también incluye el mantenimiento de la infraestructura de autorización a las redes.

## Funciones
Algunas funciones de la administración de red incluyen:
- Proporcionar servicios de soporte
- Asegurarse de que la red sea utilizada eficientemente
- Asegurarse que los objetivos de calidad de servicio se alcance
- Encargado del buen funcionamiento de los sistemas, servidores y recursos de red existentes
- Acceder a los sistemas mediante la cuenta que permite administrar el Sistema Operativo.
- Apagar equipos (la puede realizar cualquier usuario).
- Configurar los programas que se inician junto con el sistema.
- Administrar cuentas de usuarios.
- Administrar los programas instalados y la documentación.
- Configurar los programas y los dispositivos.
- Configurar la zona geográfica.
- Administrar espacio en discos y mantener copias de respaldo.
- Configurar servicios que funcionarán en red.
- Solucionar problemas con dispositivos o programas. Labor que resulta en ocasiones la más dispendiosa, pero que se facilitará cuanto más aprenda del sistema y la red a su cargo.

## Herramientas de administración de Red
Para poder administrar las redes de la forma más eficiente posible un administrador de redes debe contar con las mejores herramientas. Además podrá sacar el máximo rendimiento posible a sus redes. A continuación listamos las herramientas de red más utilizadas:
- NetDot (unix/Linux)
- NMap (Linux/Unix/Windows)
- Ntop (Unix/Linux/Windows)
- Wireshark (Anteriormente llamado Ethereal)(Unix/Linux/Windows)
- TCPDump (Unix/Linux/Windows)
- Kismet (Unix/Linux)
- FreeRadius (Unix/Linux)
- OpenLdap (Unix/Linux)
- Apache Directory (Unix/Linux/Windows)
- DSniff(Unix/Linux)
- OpenSSH (Unix/Linux/Windows)
- Putty (Windows/Linux)
- Filezilla (Unix/Linux/Windows)
- DansGuardian (Unix /Linux)
- FreeNas (Linux)
- Pfsense (Linux)
- Shorewall (Linux)